# Cattedrale di Sant'Andrea (Sydney)
La cattedrale di Sant'Andrea di Sydney è la chiesa madre della arcidiocesi anglicana di Sydney in Australia.

## Storia
La chiesa venne progettata dall'architetto australiano Edmund Blacket e consacrata nel 1868.

## Descrizione
L'edificio presenta uno stile neogotico.